# Комедчиков, Николай Николаевич
Николай Николаевич Комедчиков (1959, Вышний Волочёк — 2011, Балашиха) — российский учёный, географ-картограф. Кандидат географических наук. Заведующий лаборатории картографии Института географии РАН, специалист по истории картографии и русских географических открытий.

## Биография
Н. Н. Комедчиков родился 24 ноября 1959 года в посёлке Зеленогорский недалеко от г. Вышний Волочёк Калининской (ныне Тверской) области в семье учителей.
В 1982 году окончил географический факультет МГУ им. М. В. Ломоносова по специальности «картография».
В 1984 — пришёл в Институт географии АН СССР (РАН), в котором затем проработал около 27 лет. Здесь он активно сотрудничал с картографом А. А. Лютым (1942—2001), с которым подготовил и издал несколько монографий. Вёл исследования по теории и истории картографии, атласному и геоинформационному картографированию..
В 1990 году защитил кандидатскую диссертацию на тему «Математико-картографическое моделирование для оптимизации использования земель (на примере Кабардино-Балкарской АССР)».
В 2002 году возглавил лабораторию картографии Института географии РАН.
Н. Н. Комедчиков умер дома на 52 году жизни 24 октября 2011 года после непродолжительной болезни . Похоронен на Новодеревенском кладбище (Балашиха).

## Научная и преподавательская деятельность
Автор более 200 научных работ, в том числе соавтор 6 коллективных монографий, автор более 60 карт в следующих атласах:
- «Наша Земля» (1997),
- «Природа и ресурсы Земли» (1998),
- «Российская Федерация. Приволжский федеральный округ» (2003),
- «Национальный атлас России» (2004, 2007, 2008, 2009),
- атласы природных и техногенных опасностей и рисков чрезвычайных ситуаций в Российской Федерации и федеральных округах (2005, 2007),
- «Атлас Республики Татарстан» (2005),
- «Атлас Tartarica: История татар и народов Евразии. Республика Татарстан вчера и сегодня» (2005),
- «Сибирь. Атлас Азиатской России» (2007, 2008),
- «Атлас Курильских островов» (2009) и др.

Ответственный редактор Атласа природных и техногенных опасностей и рисков чрезвычайных ситуаций в Российской Федерации (2005), член редакционной коллегии Атласа Республики Татарстан, член редакционного совета Национального атласа России, главный редактор «Атласа Курильских островов» (2009).
С 1980-х годов в Лаборатории картографии Института географии АН СССР (РАН) по инициативе её заведующего профессора А.А. Лютого начался сбор и библиографическое описание научно-технической литературы по картографии, изданной в СССР в период с 1959 по 1983 гг. с целью её науковедческой систематизации. Для этого был разработан тематический рубрикатор и в соответствии с ним Н.Н. Комедчиковым и Р.С. Нарских была проведена систематизация всей собранной литературы по картографии (свыше 15 000 источников). В подготовке указателя на разных его стадиях принимали участие И.П Косковецкая, Н.И. Кукушкина, Л.В. Логинова, Р.А. Лотов, Т.А. Новичкова, Т.В. Русина, Т.В. Рыхлова, С.Н. Тихова, Л.В. Щепеткова. Указатель был издан при поддержке Российского фонда фундаментальных исследований (РФФИ) в трёх томах в 1996 и 1997 годах под названием «Национальная библиография научно-технической литературы по картографии. 1959–1983 гг.».
Руководил аспирантами, а также производственной практикой студентов в лаборатории картографии ИГ РАН. Читал лекции по курсу «Учебная картография» (с 1998) и «Памятники картографии» (с 2008) студентам географического факультета МГУ им. М.В. Ломоносова, а также вёл занятия по картографии и ГИС в Государственном университете по землеустройству (с 2002).
- член редколлегий журналов «Геодезия и картография» (с 2004) и «Экологическое планирование и управление» (с 2006), периодических сборников Русского географического общества «Вопросы географии»
- председатель комиссии картографии и аэрокосмических методов Московского отделения РГО
- член Учёного совета Московского отделения РГО (с 2005) и член президиума МО РГО (с 2010)
- заместитель председателя Национального комитета картографов Российской Федерации (с 2001)
- почётный аудитор Международной картографической ассоциации (с 2007)
- координатор от России Международного конкурса детского рисунка «Карта мира» памяти Барбары Печеник (с 2002)
- член международных комиссий по истории картографии (с 2003) и по теории картографии (с 2001) Международной картографической ассоциации.

С 2004 года участвовал в заседаниях Отдела Восточная Европа, Северная и Средняя Азия Группы экспертов ООН по географическим названиям и Рабочей группе по географическим названиям Межгосударственного совета по геодезии, картографии, кадастру и дистанционному зондированию Земли государств-участников СНГ.

## Сочинения
- Комедчиков Н. Н., Лютый А. А., Нарских Р. С. Национальная библиография научно-технической литературы по картографии. 1959 - 1983 гг. / Н. Н. Комедчиков, А. А. Лютый, Р. С. Нарских; РАН. — М., 1996-1997. — Т. 1-3.